# Moordeich
Moordeich ist ein nördlicher Ortsteil der Gemeinde Stuhr im niedersächsischen Landkreis Diepholz. Am nördlichen Rand des Ortes mit rund 5.200 Einwohnern verläuft die Landesstraße L 337 und am westlichen Rand die L 336.

## Beschreibung
Moordeich besteht seit 1143 und zeichnet sich neben einigen alten Gehöften und vielen Einfamilienhaussiedlungen aus den 1960er und 1970er sowie 1990er und 2000er Jahren durch zahlreiche Gewerbeansiedlungen aus.
Moordeich hat eine Grundschule und eine Kooperative Gesamtschule (Lise-Meitner-Schule).
In Moordeich befindet sich auch das alte Rathaus der ehemaligen Gemeinde Stuhr, in dem bis in die 1980er Jahre ein Teil der Verwaltung untergebracht war. Heute befindet sich in dem Gebäude eine von zwei Zweigstellen der Gemeindebibliotheken. Gegenüber dem alten Rathaus befindet sich das Gasthaus Nobel als gesellschaftlicher Mittelpunkt des Ortsteils sowie die moderne Schießsportanlage des erfolgreichsten Stuhrer Schützenvereins.
Moordeich grenzt direkt an den Bremer Stadtteil Huchting, vielen Bremern ist Moordeich durch die „Haferflockenkreuzung“ an der Stadtgrenze ein Begriff. Diese Bezeichnung beruht auf der dort lange ansässigen Haferflockenproduktion.

## Baudenkmale
In der Liste der Baudenkmale in Stuhr ist für Moordeich ein Baudenkmal aufgeführt:
- der Friedhof Moordeich